# Родна кућа Радоја Домановића
Родна кућа Радоја Домановића изграђена је 1852. године у Овсишту код Тополе.

## Радоје Домановић
Радоје Домановић рођен је 16. фебруара 1873. године у селу Овсиште код Тополе. Био је један од најзначајнијих српских сатиричара. 

## Историјат
Ова кућа је додељена на коришћење Библиотеци „Радоје Домановић“ у Тополи. У овој згради, која је некада била и школа и учитељски стан, родио се највећи српски сатиричар Радоје Домановић, по коме Библиотека у Тополи, али и многе друге библиотеке, школе и установе културе широм Србије носе име. Дом Радоја Домановића са библиотеком рестауриран је и свечано отворен 1973. године. Међутим, у наредном периоду дошло је до поновног пропадања ове спомен куће, библиотека је исељена, а родна кућа Радоја Домановић је препуштена зубу времена. 

## Обнова
Општина Топола је уз помоћ Министарства привреде након дугогодишњег напора успела да обезбеди средства за санацију и адаптацију родне куће Радоја Домановића у Овсишту. Радови су почели 24. новембра 2014. године. Извођач радова било је предузеће „Кеј“ из Ваљева, а вредност пројекта је била 3.291.601,00 динар.

## Формирање огранка Библиотеке
Библиотека је путем Конкурса за финансирање или суфинансирање пројеката из области библиотечко-информационе делатности у 2015. години који је расписало Министарство културе и информисања обезбедила средства у износу 613.856,00 динара за набавку техничке опреме и намештаја за опремање ове спомен куће, у циљу формирања библиотечког огранка у Овсишту. Тако је на самом крају 2015. године свечано отворен огранак Библиотеке „Радоје Домановић“ у родној пишчевој кући.